# Порт Алигејни (Пенсилванија)
Порт Алигејни (енгл. Port Allegany) град је у америчкој савезној држави Пенсилванија.

## Демографија
По попису из 2010. године број становника је 2.157, што је 198 (-8,4%) становника мање него 2000. године.
| Група             | 2000.         | 2010.         |
| Белци             | 2.334 (99,1%) | 2.108 (97,7%) |
| Афроамериканци    | 0 (0,0%)      | 3 (0,1%)      |
| Азијати           | 2 (0,1%)      | 3 (0,1%)      |
| Хиспаноамериканци | 6 (0,3%)      | 18 (0,8%)     |
| Укупно            | 2.355         | 2.157         |